# Banu Ifran
Els Banu Ifran són la principal tribu dels amazics zenata o zanata descendents suposats d'Islitan ibn Misra ibn Zakiya ibn Wadiran ibn Aditat. Zakiya és considerat germà de Dammar, epònim dels amazics dammars. Dels Banu Ifran es van originar els maghrawa, els Banu Iriniyan i els Banu Wasin.
Apareixen per primer cop durant la conquesta musulmana a la segona meitat del segle vii quan ja eren la tribu més nombrosa dels zanata, i hi havia grups a Ifríqiya, l'Aurès i el Magrib central. Per diverses dades se sospita que els Banu Ifran podrien ser una confederació de diverses tribus d'amazics orientals formada a la segona meitat del segle vi o primera meitat del segle vii. Sembla que els Banu Ifran estrictament eren una petita tribu però havien aconseguit formar una confederació al seu entorn durant la dominació romana d'Orient i les primeres invasions àrabs a Tripolitana occidental on haurien tingut el seu primitiu hàbitat (i lloc d'origen suposat de totes les tribus zenates)
Al final del segle vii, juntament amb els maghrawa i els butr, emparentats, formaven part de la confederació amaziga dirigida per la Kahina on la direcció corresponia a la tribu djarawa de l'Aurès. Les tribus zenates vivien en aquest temps a l'est de l'Aurès principalment a Tripolitana occidental (territori anomenat Ard Zanata = País dels Zenates) que tenia a l'est l'Ard Hawwara (País dels Hawwares) a la Tripolitana central; als límits d'aquests territoris vivien els Banu Ifran a la regió de Yéfren a cavall entre zenates i hawwares.

## Els Banu Ifran de Tripolitana
A les fonts àrabs apareixen al segle ix com a veïns orientals (i rivals) del grup nafusa però és possible que es tracti únicament de les restes de la tribu que havia restat al seu hàbitat original després de la formació de la gran confederació i l'emigració cap a l'oest. En aquest temps els Banu Ifran de Tripolitana eren ibadites, però no és clar si obeïen als imams rustúmides de Tahert, ja que van donar suport a Khalaf ibn al Samh, revoltat contra els rustúmides al segle x. Al segle xi els Banu Ifran de Tripolitana eren kalafites i nukkarites; el kharigisme nukkarita havia esdevingut durant el segle x la seva religió nacional però al segle xii van passar a la més moderada facció ibadita wahbita; sotmesos a les diverses dinasties que van dominar Tripolitana, almenys nominalment, conservaven l'autonomia sota els seus caps anomenats mukaddam.

## Els Banu Ifran a Ifríqiya
Els Banu Ifran de la confederació als que es va unir gran part de la tribu maghila (els machlyes d'Heròdot) van emigrar a Ifríqiya i van substituir la gran confederació dirigida pels djarawa que havia donat suport a la Kahina i de la que ells mateixos foren part. A la meitat del segle viii Abu Kurra al-Ifrani, cap de la confederació (des de vers 729/730), que sembla que era dels maghila, era al mateix temps el cap suprem del sufrites del Magrib. El 768/769 Abu Kurra es vantava de ser el cap dels Banu Ifran des de feia 40 anys.

### Els sufrites
El 741/742 el cap sufrita Abd al-Wahid va atacar Kairuan, i Abu Kurra li va donar suport. Es creu que els Banu Ifran van participar en l'aixecament dels sufrites de la tribu warfadjdjuma que es van apoderar de Kairuan el 757 però en foren expulsats per l'imam de Tripolitana, Abu-l-Khattab Abd-al-Ala ibn as-Samh al-Maafirí al-Himyarí que va entrar a la ciutat el 758. Es creu que el domini ibadita va provocar el desplaçament de les tribus i grups sufrites com els Banu Ifran cap al Magrib central, que fou quasi una emigració en massa a partir del 761/762 quan el general del califat Muhàmmad ibn al-Àixath va reconquerir la regió. D'aquesta època és sens dubte l'emigració dels Banu Ifran sota Abu Kurra.

### Darrers temps dels Banu Ifran a Ifríqiya
Alguns grups van restar a Ifríqiya, concretats en les tribus dels marandjisa i Banu Warku; d'aquesta segona fou originari Abu-Yazid Màkhlad an-Nukkarí que va dirigir la revolta nukkarita contra els fatimites del 943 al 948. Després d'això quasi van desaparèixer; encara el 972/973 es parla d'una guerra entre els Banu Wasin i aquests grups Banu Ifran al Djarid i el Zab; després la seva presència fou residual; un grup va adoptar les doctrines ibadites wahbites. Un grup dels Banu Warku es va establir a l'oasi de Wargla.

## Els Banu Ifran del Magrib central

### Imamat sufrita ifranita de Tlemcen
Les tribus dels Bani Ifran que van emigrar al Magrib central després del 761 sota Abu Kurra, van fundar vers el 765 un estat sufrita amb capital a Tlemcen, construïda pels emigrants sobre les ruïnes d'una antiga ciutat romana. Abu Kurra va agafar el títol d'imam el 765. El seu domini arribava fins a les muntanyes dels Banu Rashid i fins a Tahert; les tribus que formaven l'estat eren la confederació Banu Ifran i la tribu maghila (associada a la confederació i la tribu d'Abu Kurra), però hi donava suport una fracció dels djarawa. Van lluitar contra el general califal Ibn al-Ashath (765) que va enviar un exèrcit manat per al-Aghlab al-Tamimi; el general es va establir a Tubna a la regió del Zab, i va atacar Tlemcen i després Tànger però fou rebutjat en les dues poblacions; les tribus amazigues sufrites i ibadites van formar aliança sota Abu Kurra i el 767 es van presentar davant de Kairuan; el 768 Abu Kurra, amb un exèrcit amazic de 40000 cavallers, va assetjar Tubna. Després d'això les notícies sobre l'estat de Tlemcen quasi desapareixen. Sembla que va tenir bones relacions amb els rustúmides de Tahert, imamat establert per Abd al-Rahman ibn Rustam vers 776/777 o 778/779; aquest imam va enllaçar amb els Banu Ifran per matrimoni (una filla de l'imam de Tlemcen, segurament Abu Kurra, ja que el matrimoni hauria de ser anterior al 765, es va casar amb Abd al-Rahman i fou la mare d'Abd al-Wahhab, el segon imam). Al final del segle viii els Banu Ifran van donar suport al rebel Abu Kudama Yazid ibn Fandin al-Ifrani, un cosí d'Abd al-Wahhab de Tahert, fundador de la dissidència nakkarita, revoltat contra l'imam fins que fou mort en combat per Aflah ibn Abd al-Wahhab vers el 803/804. A la segona meitat del segle viii es van establir a la zona els maghrawa, tribu germana dels Banu Ifran.

### Emirat maghrawa de Tlemcen, dinastia Banu Khazar
L'imamat de Tlemcen un temps després de la mort d'Abu Kurra en data desconeguda va passar als maghrawa dirigits pel clan dels Banu Khazar. Quan els idríssides sota Idris I van conquerir Tlemcen a una data que oscil·la segons els historiadors entre el 789 i el 791, governava la ciutat Muhammad ibn Khazar ibn Sulat, que es va sotmetre a l'imam idríssida i fou mantingut en el poder com a vassall.

### Emirat idríssida de Tlemcen, dinastia Banu Sulayman
El govern de Tlemcen/Agadir fou concedit a Sulayman ibn Abd Allah (786-813), el germà d'Idris I, i després a Muhammad ibn Sulayman ibn Abd Allah, el fill de Sulayman i nebot d'Idris I (813-838). Els caps maghrawa van exercir l'hegemonia a la regió sota la sobirania dels prínceps idríssides i la confederació dels Banu Ifran va estar supeditada a aquesta hegemonia. Sota els idríssides, els Banu Ifran van esdevenir sunnites.
Els prínceps idríssides de Tlemcen foren:
- Sulayman ibn Abdallah al-Kamil 786-813
- Muhammad ibn Sulayman 813-828
- Hamdun ibn Idris 828-850
- Idris ibn Hamdun 850-vers 880
- Isa ibn Ibrahim vers 880-900
- Ahmad ibn Isa vers 900-903
- Hasan ibn Isa vers 903-931

### Emirat de Tlemcen, dinastia maghrawa dels Banu Khazar
El 931 els fatimites van enderrocar la dinastia idríssida. Els Banu Khazar dels maghrawa es van establir com a poder local a la ciutat de Tlemcen i rodalia supeditats als fatimites, i els Banu Ifran formaven una confederació semiindependent de la rodalia de Tlemcen, nominalment també sota els fatimites. Els Banu Ifran no van participar en la revolta d'Abu-Yazid Màkhlad an-Nukkarí (943-948), però sí que van facilitar els seus contactes amb Còrdova i el pas d'Ayyub ibn Abu Yazid cap a l'Àndalus, en missió política a la cort d'Abd al-Rahman III. En aquest temps tenien per cap a Muhammad ibn Salih al-Ifrani. A Tlemcen governava la ciutat i sobre els maghrawa el xeic Muhammad ibn Khazar (que lògicament no era el mateix Muhammad que governava vers el 790 però si de la mateixa nissaga).

### Fundació de l'emirat de Fakkan, dinastia ifranita dels Banu Yala
La guerra va esclatar entre els Banu Ifran i els maghrawa i Muhammad ibn Salih al-Ifrani fou assassinat per un cap ifrànida que era fidels dels fatimites i dels seus vassalls maghrawa. El va succeir el seu fill Yala ibn Muhammad al-Ifrani, que per lluitar contra els maghrawa que tenien el suport fatimita, es va declarar pel califa omeia de Còrdova i va fundar la vila de Fakkan o Afakkan que va esdevenir la seva capital (949/950) i que era un lloc tradicional de mercat de les tribus de la família amaziga zanata a la confluència de l'uadi Fekkan i l'uadi Hammamm al sud-sud-oest de Mascara.
Poc després va conquerir Tahert amb el suport del seu parent, un altre cap anomenat al-Khayr ibn Muhammad ibn Khazar al-Zanati que sembla que era el fill del cap maghrawa Muhammad ibn Khazar de Tlemcen, que havia abandonat la política del seu pare a favor dels fatimites i hostil als Banu Ifran i havia reconegut igualment al califa omeia. El 954/955 Yala va conquerir per assalt als fatimites Orà, que fou destruïda i aviat va dominar tot el territori entre Tahert i Tànger. Així els Banu Ifran van exercir l'hegemonia sobre totes les tribus zenates que abans tenien els miknasa a la part occidental, incloent-hi sobre els maghrawa de Tlemcen que voluntàriament s'havien supeditat als Banu Ifran com aliats. El 955/956 Yala va rebre un diploma de la cort omeia de Còrdova que el nomenava governador del país dels zenates, del Magrib central i de Tlemcen. A petició seva el califa cordovès li va donar el govern de Fes al seu parent Muhammad ibn al-Khayr ibn Muhammad, que sembla que era el fill gran del maghrawa al-Khayr ibn Muhammad ibn Khazar al-Zanati.

### Emirat de Tlemcen, dinastia maghrawa dels Banu Khazar
El 958 l'exèrcit fatimita dirigit per Djawhar al-Silliki va conquerir el Magrib central i va ocupar Fakkan que fou devastada. Yala va morir a la lluita. L'hegemonia va tornar als maghrawa sota Muhammad ibn al-Khayr ibn Muhammad, governador de Fes en nom de Còrdova, que entre el 970/971 i el 980/981 va poder reconquerir als fatimites la ciutat de Tlemcen.

### Emirat de Tlemcen i Magrib central, dinastia maghrawa dels Banu Khazar i/o dinastia Banu Ifran
No obstant la confederació Banu Ifran va aconseguir sobreviure com entitat i mantenir el control de les tribus zenates del Magrib central i van recuperar el domini de Tlemcen on regnaven en començar el segle xi. Quan els hilalians van arribar a la zona governada a Tlemcen el príncep Bakhtit que Ibn Khaldun qualifica en un lloc d'ifranita i en un altre de maghrawa (Banu Khazar); fos com fos tenia per visir a un general ifranita que va morir en combat amb els hilàlides el 1058. En aquest temps els Banu Ifran i els Maghrawa es repartien el govern de les tribus zenates al Magreb central, junt amb dues altres tribus, els Wamannu i els Banu Iluman. A Tlemcen Bakhtit fou succeït pel seu fill Al-Abbas ibn Bakhtit que regnava quan van arribar els almoràvits.

### Emirat ifranita de Tadla i Salé, dinastia Banu Yala
Mort Yala ibn Muhammad al-Ifrani, de la dinastia Banu Ifran de l'emirat de Fakkan, en la lluita contra els fatimites el 958/959, el seu fill Yaddu va fugir inicialment al Sàhara i després va retornar al Magrib central. Apareix entre els caps zenates que donaven suport a Djafar ibn Ali ibn Hamdun, el governador omeia del Magrib (des de 975/976) i era considerat el cap zenata més influent. El 979 l'exèrcit fatimita a les ordes de Bulugguín ibn Ziri, governador fatimita d'Ifríqiya, va ocupar el Magrib central i va arribar fins a Fes i fins a Sigilmasa, i Yaddu ibn Yala va haver de fugir sense poder retornar fins que Buluggin va abandonar la zona.
Yaddu es va establir llavors al Magrib al-Aksa i el 986/987 va rebre el nomenament com a governador del califa cordovès amb seu a Fes, que fins aleshores era domini dels maghrawa. Per equilibris de poder els omeies van donar més tard el govern del Magrib a un maghrawa, Ziri ibn Atiyya, el 989/990 o 991/992, i llavors Yaddu es va revoltar. Els omeies i els seus aliats maghrawa es van imposar i Yaddu va acabar havent de fugir al Sàhara on va morir el 993/994.
El va succeir al davant dels Banu Ifran el seu nebot Habus ibn Ziri, fill del seu germà Ziri ibn Yala, però fou assassinat aviat pel seu cosí Abu Yaddas ibn Dunas, que tanmateix va haver de fugir al cap de poc temps i va agafar el poder Hammama ibn Ziri, germà d'Habus. Una vegada ben establert al poder va atacar Shala (Salé) que pertanyia a Ziri ibn Atiyya, i se'n va apoderar junt amb una part de la província de Tadla i on va formar un nou estat dels Banu Ifran, que va existir sota la dinastia dels Banu Yala fins a la conquesta dels almoràvits.
Hammama va morir vers 1015/1016; el va succeir el seu germà Abu l-Kamil Tamim que va haver de lluitar contra els barghawata, pel qual fou necessari ajustar la pau amb els maghrawa (Banu Atiyya) de Fes; però el 1033 la guerra amb aquests es va reprendre i poc després Abu l-Kamil Tamim va conquerir Fes, d'eon fou expulsat pels maghrawa al cap d'uns anys (1037/1038) havent-se de retirar al seu regne de Tadla o Salé on va restar fins a la seva mort el 1054/1055; sembla que fou sota el seu regnat que va conquerir la gran ciutat comercial d'Aghmat governada per un xeic dels maghrawa. Aghmat va caure en mans dels almoràvits el 1057/1058, els quals poc després van envair Tadla i Salé que van annexionar vers 1058/1059. El darrer príncep dels ifranites Banu Yala va morir en combat i els seus dominis foren annexionats.

#### Emirs ifranites Banu Yala
- Yala ibn Muhammad al-Ifrani, emir de Fakkan, mort el 958
- Yaddu ibn Yala, governador de Fes 986-991 (+ vers 993)
- Habus ibn Ziri vers 993
- Abu Yaddas ibn Dunas vers 993
- Hammama ibn Ziri vers 993-1015, emir de Tadla vers 995
- Abu l-Kamil Tamim ibn Ziri 1015-1055
- Ibn Tamin 1055-1058

## Els Banu Ifran a l'Àndalus
A l'Àndalus els primers membres de les tribus dels Banu Ifran van arribar el 958/959 després de la mort de Yala ibn Muhammad i la caiguda del seu regne del Magrib central o Fakkan. Anaven manats per Ibn Kurra (fill d'un oncle de Yala) i foren ben acollits. Una altra branca va arribar al final del segle x dirigida per Abu Yaddas ibn Dunas, que havia matat el seu cosí Yadu ibn Yala però no havia pogut consolidar el seu poder i havia hagut de fugir amb els seus germans i nombrosos partidaris (vers 992/993 o 993/994); les forces ifranites foren incorporades a les milícies amazigues de l'Àndalus, i el seu cap va rebre algunes iktes o feus. El 1009/1010 Abu Yaddas va donar suport al califa Sulayman al-Mustaín (1009-1010) en la guerra contra el seu predecessor Muhàmmad II al-Mahdí (1009), i va morir en una batalla a la riba del Guadiaro; els seus descendents van ocupar encara alts càrrecs militars a les milícies amazigues.

### Emirat de Ronda, dinastia ifranita o Banu Ifran
En l'època de les taifes (muluk al-tawaif) Yahya ibn Abd al-Rahman, fill d'Abd al-Rahman al-Attaf, germà d'Abu Yaddas) va entrar al servei de la dinastia hammudida i va rebre el govern de Còrdova. Abu Nur ibn Abu Kurra (fill d'Abu Kurra, un altre germà d'Abu Yaddas) prengué el poder a Ronda el 1014/1015, expulsant a Amir ibn Futuh, governador omeia. Va ser un dels reietons dominant Ronda i Takurunna (Tacoronna) però el 1051/1052 va haver de reconèixer (com altres reietons amazics) la sobirania dels abbadites de Sevilla i va morir poc després (1058/1059); el va succeir el seu fill Abu Nasr ibn Abu Nur que va regnar, en feu de Sevilla, fins al 1065 fins que fou assassinat per un traïdor pagat pel govern sevillà.